# 刘特佐
刘特佐（通称‘Jho Low’；1981年11月4日—），馬來西亞商人，祖籍广东省揭阳市普宁市南溪镇扬美村，生於馬來西亞檳城州喬治市。曾担任香港晋玮金融有限公司首席执行官及晋玮慈善基金会有限公司董事，主要业务包括并购企业、投资豪华地产與从事艺术和慈善事业。据报道，他与前马来西亚首相纳吉·阿都拉萨的继子里扎阿兹有密切关系，并牵涉一个马来西亚发展有限公司丑闻。刘特佐被马来西亚、新加坡和美国等有关单位通缉和提控，并已列入国际刑警组织红色通缉令，目前潜逃国外。
刘特佐曾取得圣基茨和尼维斯护照，后被国际刑警组织要求而撤销。2015年，刘特佐取得塞浦路斯自2013年黄金签证计划下的塞浦路斯护照，直到2024年被塞浦路斯政府撤销。马来西亚皇家警察认为刘特佐正身处香港或澳门地区，并透过国际刑警组织协助，但两地政府对此否认和拒绝协助调查。
2023年3月28日，科威特法庭在刘特佐缺庭下裁定，他在当地洗钱的罪名成立，坐牢10年。

## 生平
他出生于槟城州乔治市，祖籍為中國廣東省揭陽市普寧市南溪鎮揚美村，曾就讀於Uplands國際學校。在1996至1997年期間在Uplands國際學校就讀O-Level文憑，當時校址仍在浮罗池滑加拉歪路。他的家族经营大马综合工业集团（MWE），旗下涉及包括房地产、工业制造和高科技产品等多项产业。

### 祖父刘明达
刘特佐的祖父劉明達原是泰國華僑，於1940年代移居檳城，當年主要業務範圍是房地產業及其它多元化出口貿易。育有三子，並在當地韓江小學與鍾靈中學接受教育。劉明達的兒子劉福平於50年代在马来西亚出生，也是他唯一留在檳城發展的兒子，另二子定居國外及發展。

### 父親刘福平
刘福平出生于1952年2月20日，妻子為吳玉幼，拥有英国伦敦政治经济学院经济系学士学位以及加利福尼亚大学工商管理硕士学位，他是Frencken Group Limited (FGL)联合创办人及非执行主席，此公司在新加坡注册成立，并在新加坡交易所上市。这是一家国际机电设计与制造集团，机电和汽车产品跨越美国和欧亚市場。该集团在新加坡交易所上市后，私有化两家公司，即跨国机电设计及制造集团(ELTA Limited)和跨国汽车零件及模块设计与制造集团(Juken Technology Limited)。刘福平也是FGL旗下Precico Group Sdn Bhd的董事，该公司主要设计与制造汽车模块，并提供办公室自动化及电子制造服务。2000年7月20日，刘福平受委为FGL旗下的Frencken Mechatronics (M) Sdn Bhd的董事，该公司主要制造机电零件。除此之外，他曾担任第45及46届(1994年-1998年)槟城中华总商会会长以及马来西亚联合工商总会(ACCCIM)副会长。1993年他获槟城元首封赐“拿督”，2015年封赐“丹斯里”。2018年，因其子劉特佐涉及一马公司案而被牽連，並遭到通緝。

## 一马公司案件
刘特佐是一个马来西亚发展有限公司发展基金的洗钱及挪用公帑案的關鍵人物。新加坡警方表示，于2016年4月已对刘特佐涉嫌洗钱和不诚实收取盗窃得來财产發出拘捕令。同月，新加坡警方曾要求香港协助逮捕刘特佐，但遭到拒絕。
2018年8月7日，刘特佐拥有的“平静号”被马来西亚政府扣押，目前停泊在雪兰莪州巴生港。同月26日，马来西亚海事高等法庭允许一马发展有限公司公开招标脱售刘特佐的平静号。8月21日，马来西亚布城法庭正式发出逮捕令並通缉刘福平和刘特佐父子，两人分别面临一项和八项洗黑钱控状。马来西亚警方也向国际刑警寻求协助以发布“红色通缉令”。
2021年12月12日，时任马来西亚皇家警察全国总警长阿克里·沙尼表示，自向国际刑警申请发布红色通缉令以来，刘特佐至今未列入国际公开的通缉名单，而是列入仅限制于执法机构内部的共享名单，认为可能是申请程序上出现疏漏。不过他稍后解释，指刘特佐是列入仅限于执法机构的内部共享名单。
2022年7月16日，总检察长依德鲁斯·哈伦证实刘特佐曾透过代理人试图与就其涉及的1MDB案件向马来西亚政府寻求和解，但所有献议皆被拒绝。8月31日，《鲸吞亿万》作者在Twitter和YouTube上传一张刘特佐最后在2019年出现在上海迪士尼的图片和宣称引述马来西亚政府的消息，表示从2017年至2019年的追踪刘特佐的逃亡行踪，显示他先后在泰国、台湾隐藏，直到2018年纳吉·阿都拉萨被拘捕后，他逃往中国接受庇护，并曾躲在中国4个城市，包括香港和澳门。
2024年11月28日，塞浦路斯在一次内阁会议中宣布吊销77名通过其「黄金签证」计划获得公民身份的人的护照，刘特佐也在失去塞浦路斯公民身份的名单上。塞浦路斯公布吊销护照的理由是申请人涉及虚假声明、犯罪背景和不符合入籍要求。塞浦路斯的声明中指出，刘特佐是在时任塞浦路斯东正教会领袖克里索斯托莫斯二世大主教的帮助下，于2015年9月22日获得塞浦路斯的「黄金护照」，但在两个月后，刘特佐因诈骗45亿美元而受到全球通缉。刘特佐之后通过其律师向塞浦路斯法院提出反对，在等待司法结果的9年期间，他可以使用塞浦路斯公民身份和护照，直至2024年5月6日被撤销黄金护照并剥夺塞浦路斯公民身份为止。
2025年7月18日，据美国综艺杂志的报道，两名专注于报道一马公司案件的美国记者爆料称刘特佐通过假的澳大利亚护照并改名康斯坦丁诺斯（Constantinos Achilles Veis）在中华人民共和国上海市的高档住宅区居住。

### 刘特佐的洗黑钱控状
控状
1. 2013年12月26日，使用其新加坡瑞意銀行（英语：BSI Ltd）戶口，接收來自DLA Piper US LLP公司花旗銀行戶口的非法收益資金，總額6,229萬9,000美元。
2. 2014年2月4日，使用其新加坡瑞意銀行戶口，接收來自其父親劉福平新加坡瑞意銀行戶口的非法收益資金，總額5,655萬9,000美元。
3. 2014年6月3日，使用其新加坡瑞意銀行戶口，接收來自Alpha Synergy Ltd瑞士盧加諾瑞意銀行戶口的非法收益資金，總額1億4,200萬美元。
4. 2014年1月7日，將其新加坡瑞意銀行戶口中1,990萬歐元非法收益資金，轉入World View Ltd在開曼群島Caledonian銀行的戶口。
5. 2014年2月5日，將其新加坡瑞意銀行戶口中1百萬歐元非法收益資金，轉入World View Ltd在開曼群島Caledonian銀行的戶口。
6. 2014年2月18日，將其新加坡瑞意銀行戶口中1,750萬歐元非法收益資金，轉入World View Ltd在開曼群島Caledonian銀行的戶口。
7. 2014年4月2日，將其新加坡瑞意銀行戶口中270萬歐元非法收益資金，轉入World View Ltd在開曼群島Caledonian銀行的戶口。
8. 2014年6月3日，將其新加坡瑞意銀行戶口中1億4,063萬6,000歐元非法收益資金，轉入World View Ltd在開曼群島Caledonian銀行的戶口。

### 刘福平的洗黑钱控状
控状
- 2014年2月4日，將其新加坡瑞意銀行戶口中5,600萬美元非法收益資金轉入劉特佐在同間銀行的戶口。

### 與美國政府民事和解
2019年10月31日，根據提交的一份和解協議，劉特佐同意放棄美國政府尋求扣押的逾7億美元資產，他被控主導策劃了一起涉及馬來西亞主權財富基金的數百億美元的欺詐案。
根據和解協議，劉特佐將放棄的資產包括房地產、一艘豪華遊艇和一架私人飛機。但針對劉特佐的刑事訴訟並沒有因該和解協議而得到解決，他在協議中也沒有承認有不當行為。 

## 轶事
2018年11月2日，马来西亚首相马哈迪·莫哈末在国会走廊召开记者会上，受询美国司法部欲正式起诉刘特佐一事时直言，刘特佐现在就像过街老鼠般，躲了起来。
2021年2月9日，前一个马来西亚发展有限公司首席执行员莫哈末哈仄在法庭供证时称，在他任职一马公司时，刘特佐的角色犹如纳吉·阿都拉萨代言人，甚至连一马公司首席执行员也需要听从刘特佐的指示。